# Atio Labeón
Atio Labeón  fue un poeta romano del siglo I perteneciente a la gens Atia.
Hizo traducciones de la Ilíada y la Odisea de Homero, muy celebradas en tiempos de Nerón, pero que después fueron objeto de severas críticas. Según Persio, para excitar su fría imaginación, se administraba dosis de eléboro que, por lo visto, no le producían ningún efecto.